# Monotagma secundum
Monotagma secundum är en strimbladsväxtart som först beskrevs av Otto Georg Petersen, och fick sitt nu gällande namn av Karl Moritz Schumann. Monotagma secundum ingår i släktet Monotagma och familjen strimbladsväxter. Inga underarter finns listade.